# Düsseldorf
Düsseldorf, a veces simplificado como Dusseldorf (pronunciado /ˈdʏsl̩ˌdɔʁf/ (escucharⓘ)) es una ciudad de Alemania, capital del estado federado de Renania del Norte-Westfalia. Forma parte de la macrorregión metropolitana del Rin-Ruhr y tiene una población de 645 923 habitantes que ascienden a 1,2 millones si se cuenta toda la población del área urbana.
Limita al norte con la ciudad de Duisburgo, al este y al sur con el distrito de Mettmann, y al oeste con el distrito de Rin-Neuss. La ciudad, que es atravesada por el Rin, es el núcleo de un área metropolitana así como el centro económico de Alemania Occidental.
Es también conocida por su academia de Bellas Artes, con figuras de la talla de Joseph Beuys, Emanuel Leutze, August Macke, Gerhard Richter, Sigmar Polke y Andreas Gursky. En 2019 la consultora Mercer la situó como la sexta ciudad con más calidad de vida del mundo.
El Aeropuerto Internacional de Düsseldorf es el tercer aeropuerto más ocupado de Alemania después de los de Fráncfort y Múnich, siendo el aeropuerto internacional más importante para los habitantes de la densamente poblada región del Ruhr, el área urbana más grande de toda Alemania. Düsseldorf es un centro internacional financiero y de negocios, renombrado por sus ferias de moda y de comercio, es sede de una compañía dentro de las Fortune Global 500 y dos DAX. Messe Düsseldorf organiza casi una quinta parte de las principales ferias comerciales.
Como la segunda ciudad más grande de Renania, Düsseldorf celebra el Carnaval Renano todos los años en febrero/marzo, el carnaval de Düsseldorf es el tercero más popular en Alemania después de los carnavales de Colonia y Maguncia.

## Historia
La primera mención escrita de la ciudad (llamándola Düsseldorp) se remonta a 1135. Fue ocupada por tropas españolas en 1614, en apoyo de Wolfgang Guillermo del Palatinado-Neoburgo, durante la crisis de la sucesión de Juliers-Cléveris, manteniéndose hasta 1635. Al año siguiente pasaría a ser la capital de Ducado de Jülich (los españoles no se retirarían de Jülich hasta 1660). En 1690 comenzó su apogeo como corte de Juan Guillermo del Palatinado, debido a la destrucción por los franceses de Heidelberg. Posteriormente a las guerras napoleónicas la ciudad tuvo un período de pobreza del que no se empezó a recuperar hasta la mitad del siglo XIX, experimentando un gran desarrollo económico impulsado por la revolución industrial. Durante el transcurso de la Segunda Guerra Mundial la ciudad fue prácticamente reducida a escombros.

En 1773, se fundó la Academia de Bellas Artes más antigua de Europa y en 1795 el ejército revolucionario francés bombardea la ciudad y arrasa sus fortificaciones, las cuales posteriormente fueron transformadas en parques y avenidas. En 1797, nació en la ciudad el poeta Heinrich Heine.

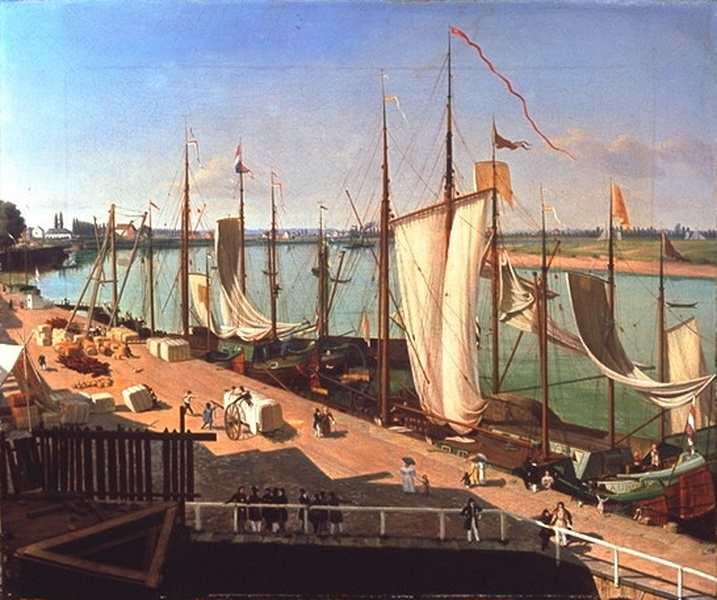
Düsseldorf (1832)

En 1805, Napoleón I creó el Gran Ducado de Berg en el marco de la Confederación del Rin y designó a Düsseldorf como su capital. Los duques de Berg tuvieron como residencia un castillo de la ciudad donde se acogió a Joachim Murat y Jérôme Bonaparte. En 1815, tras la caída del Imperio francés de Napoleón, el Congreso de Viena estableció que todo el Ducado pasase a ser parte de Prusia.
Ya en el siglo XX, entre 1921 y 1925, los ejércitos de ocupación estuvieron en la ciudad después de la derrota del Segundo Reich en la Primera Guerra Mundial. En 1946, tras el final de la Segunda Guerra Mundial sólo quedaban 249 judíos en la ciudad de los más de 5000 que había en 1936. Los bombardeos de este conflicto destrozaron casi completamente la urbe. En 1946, el Gobierno Militar Británico elevó la ciudad al rango de capital del Estado Federado de Renania del Norte-Westfalia.
En 2011, la ciudad fue sede del Festival de Eurovisión 2011, tras la victoria de Lena Meyer en 2010, y ese mismo año ocupó el quinto puesto en la lista de ciudades con mejor calidad de vida, realizada por la consultora Mercer.

## Economía
La ciudad no ha dejado de progresar económicamente, adaptándose a las nuevas necesidades, pasando de ser la sede de la industria pesada de Alemania a una ciudad de servicios en la que 3000 empresas internacionales (entre las que se encuentran más de 400 agencias de publicidad) tienen actualmente su sede europea.
El río Rin, que atraviesa Düsseldorf, ofrece una vía de transporte de mercancías importante, pues gran parte de su recorrido es navegable, lo que permite transportar mercancías hasta o desde Holanda.

## Transporte

### Aeropuerto DUS

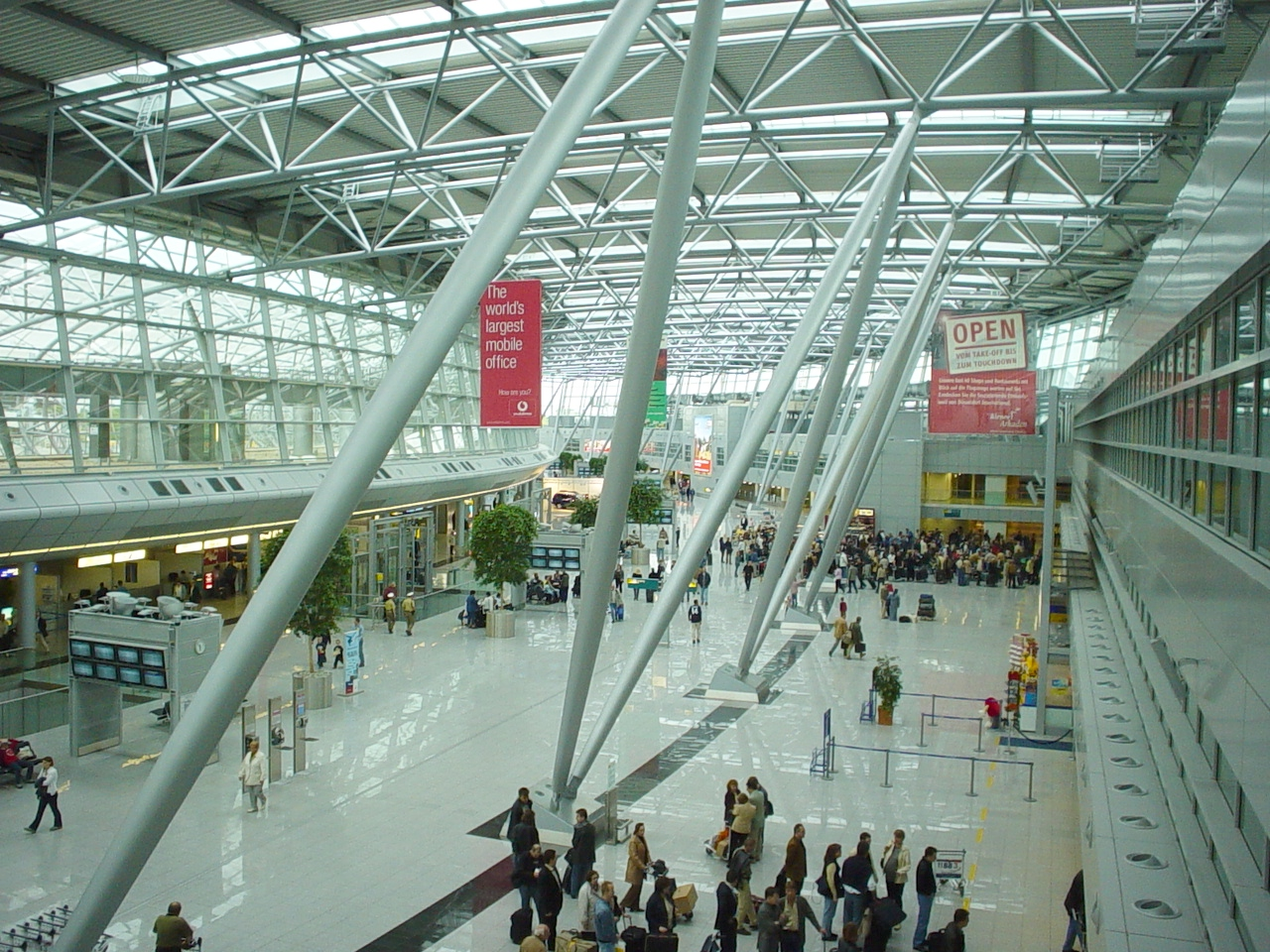
Düsseldorf Airport

El Aeropuerto de Düsseldorf, también conocido como Aeropuerto Rhein-Ruhr, está situado 8 km al norte del centro de la ciudad y se puede acceder fácilmente en tren o en el ferrocarril urbano Rhine-Ruhr S-Bahn. Hay una estación de tren de larga distancia en el aeropuerto con servicios regionales y nacionales, que está unida al aeropuerto por el SkyTrain, un tren automático. Otra estación situada bajo el edificio de la terminal transporta la línea de S-Bahn S11 (Rhine-Ruhr) con la Estación Central de Düsseldorf, y Colonia, así como algunos servicios nocturnos seleccionados.
Después de Fráncfort y Múnich, el aeropuerto internacional de Düsseldorf es el tercer aeropuerto comercial de Alemania, con 25,5 millones de pasajeros anuales (en 2019). El aeropuerto ofrece 180 destinos en 4 continentes, y cuenta con 70 aerolíneas. Los edificios del aeropuerto fueron parcialmente destruidos por un devastador incendio causado por trabajos de soldadura en 1996, en el que murieron 17 personas. Se reconstruyó por completo y se instaló el Skytrain.

### Ferrocarril

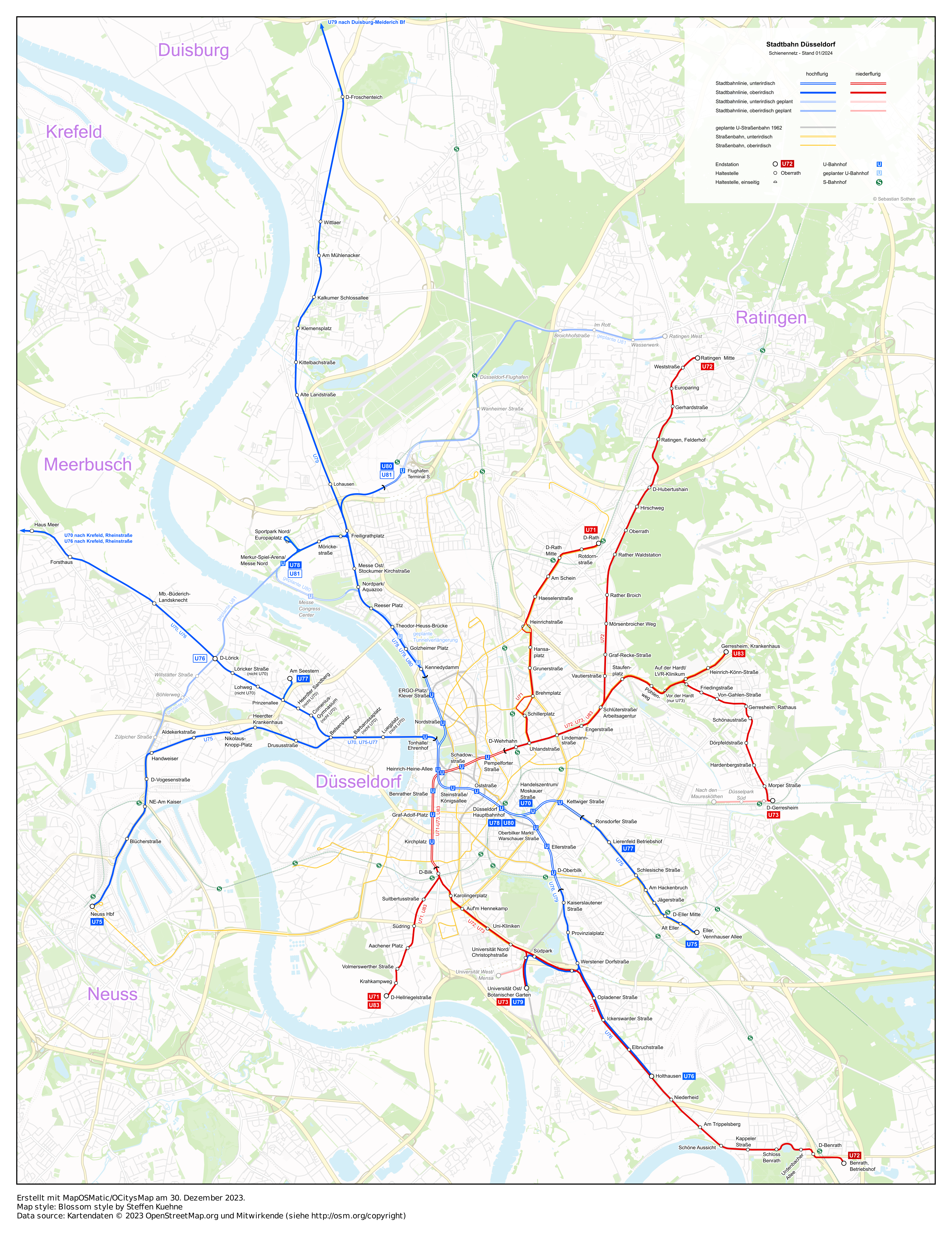
Tranvías de Düsseldorf Straßenbahn y la red de Düsseldorf Stadtbahn, que forman parte de la Verkehrsverbund Rhein-Ruhr.

La ciudad es un importante centro de la Deutsche Bahn (DB). Más de 1000 trenes paran diariamente en Düsseldorf. La Estación Central de Düsseldorf en la plaza Konrad-Adenauer-Platz se encuentra en Düsseldorf-Stadtmitte. Varias líneas del S-Bahn Rhein-Ruhr conectan Düsseldorf con otras ciudades del Rin-Ruhr. Los tranvías de Düsseldorf (Düsseldorf Straßenbahn) locales y el tren ligero Düsseldorf Stadtbahn, así como el tráfico de autobuses locales, es realizado por el Rheinbahn, de propiedad municipal, que opera dentro del transporte público Verkehrsverbund Rhein-Ruhr, VRR. El sistema de tren ligero también da servicio a las ciudades vecinas y funciona parcialmente de forma subterránea.
La estación central y la estación del aeropuerto (Flughafen-Bahnhof) están conectadas con los sistemas nacionales y sistemas europeos de trenes de alta velocidad (Intercity/Eurocity, IC/EC e InterCityExpress).

### Taxi
En Düsseldorf hay 1320 taxis con licencia oficial. Por normativa municipal los coches son siempre de color marfil. En la ventanilla trasera siempre se encuentra un número negro sobre un parche amarillo. En las paradas de taxi del aeropuerto de Düsseldorf se acepta el pago con tarjeta de crédito. Hay dos compañías. "Taxi-Düsseldorf" ofrece más de 1180 taxis de diferentes tamaños para un máximo de 8 pasajeros. La otra compañía, más pequeña, es "Rhein-Taxi" con más de 120 taxis. Es obligatorio realizar cualquier trayecto a destinos de la ciudad y ciudades directamente vecinas.

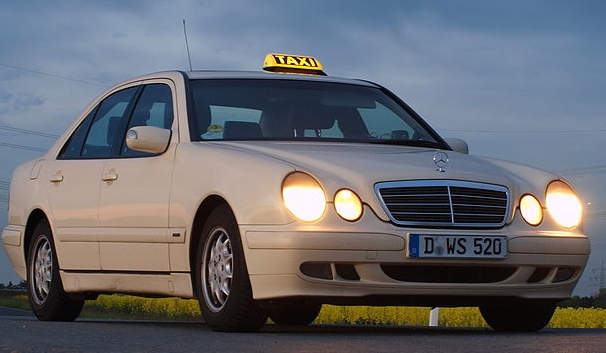
Los taxis con licencia oficial de Düsseldorf son siempre de color marfil.

### Coche compartido (car sharing)
Además del carsharing estacionario, en el que los vehículos deben ser devueltos a su ubicación original después de su uso, desde 2012 también se pueden alquilar vehículos de carsharing unidireccional. Estos vehículos, que pueden aparcarse en cualquier lugar en el que normalmente se permita aparcar dentro de Düsseldorf, pueden alquilarse en Car2go, Greenwheels, Stadtmobil y DriveNow.

### Autopistas (Autobahn)
Renania del Norte-Westfalia cuenta con la red más densa de autopistas de Alemania y Düsseldorf es directamente accesible a través de la A3, A44, A46, A52, A57, A59 y A524.

### Bicicletas
Düsseldorf está conectada con algunas vías ciclistas nacionales e internacionales, entre ellas la ruta ciclista del Rin EV15.
La ciudad de Düsseldorf es miembro del Grupo de Trabajo de Amigos de los Peatones y Ciclistas de los Distritos, Municipios y Ciudades de Renania del Norte-Westfalia, que otorgó a Düsseldorf el título de "Ciudad amiga de los ciclistas" en 2007, aunque la ciudad sigue teniendo algunas lagunas en la red de carriles bici a juicio de muchos de sus ciudadanos.

## Deportes
| Equipo             | Deporte          | Competición            | Estadio                 | Creación |
| ------------------ | ---------------- | ---------------------- | ----------------------- | -------- |
| Fortuna Düsseldorf | Fútbol           | 2. Bundesliga          | Merkur Spiel-Arena      | 1895     |
| Düsseldorf Panther | Fútbol americano | German Football League | Stadion des VFL Benrath | 1978     |

## Demografía
| Fecha     | Población |
| --------- | --------- |
| 1632      | casi 5000 |
| 1703      | 8.573     |
| 1792      | 18.794    |
| 1831      | 29.233    |
| 1871      | 69.365    |
| 1880      | 95.458    |
| 1885      | 115.190   |
| 1.12.1890 | 144.642   |
| 1.12.1900 | 213.767   |
| 1.12.1910 | 358.728   |
| 8.10.1919 | 407.338   |
| 16.6.1925 | 432.633   |

| Fecha      | Población |
| ---------- | --------- |
| 16.6.1933  | 498.600   |
| 17.5.1939  | 541.410   |
| 13.9.1950  | 500.516   |
| 6.6.1961   | 702.596   |
| 31.12.1970 | 661.000   |
| 30.6.1975  | 670.900   |
| 30.6.1980  | 592.200   |
| 30.6.1985  | 563.600   |
| 1.1.1989   | 569.641   |
| 30.6.1997  | 571.200   |
| 31.12.2003 | 572.511   |
| 30.9.2005  | 576.894   |

| Fecha      | Población |
| ---------- | --------- |
| 31.12.2015 | 612 178   |

## Sociedad

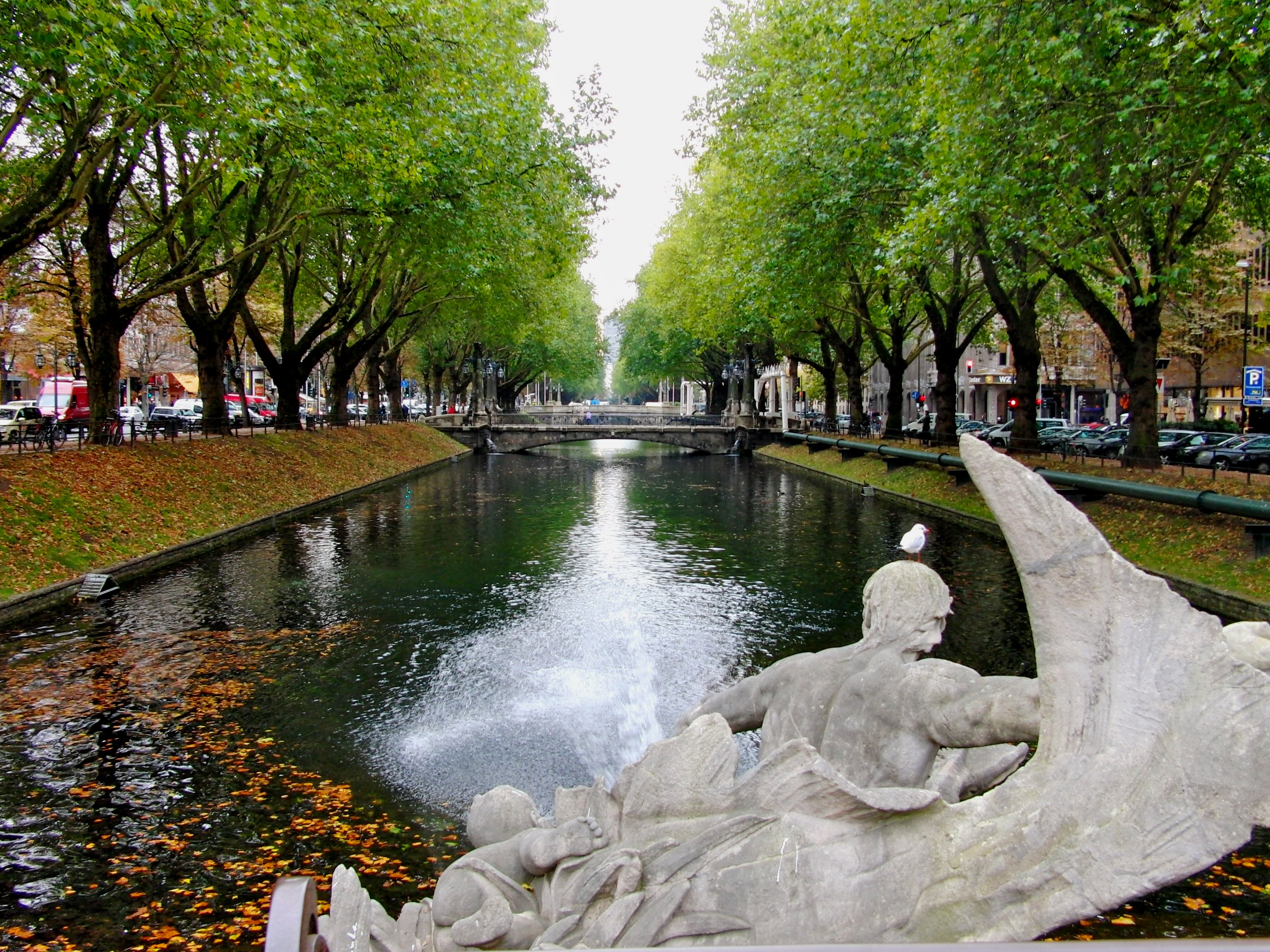
La Königsallee

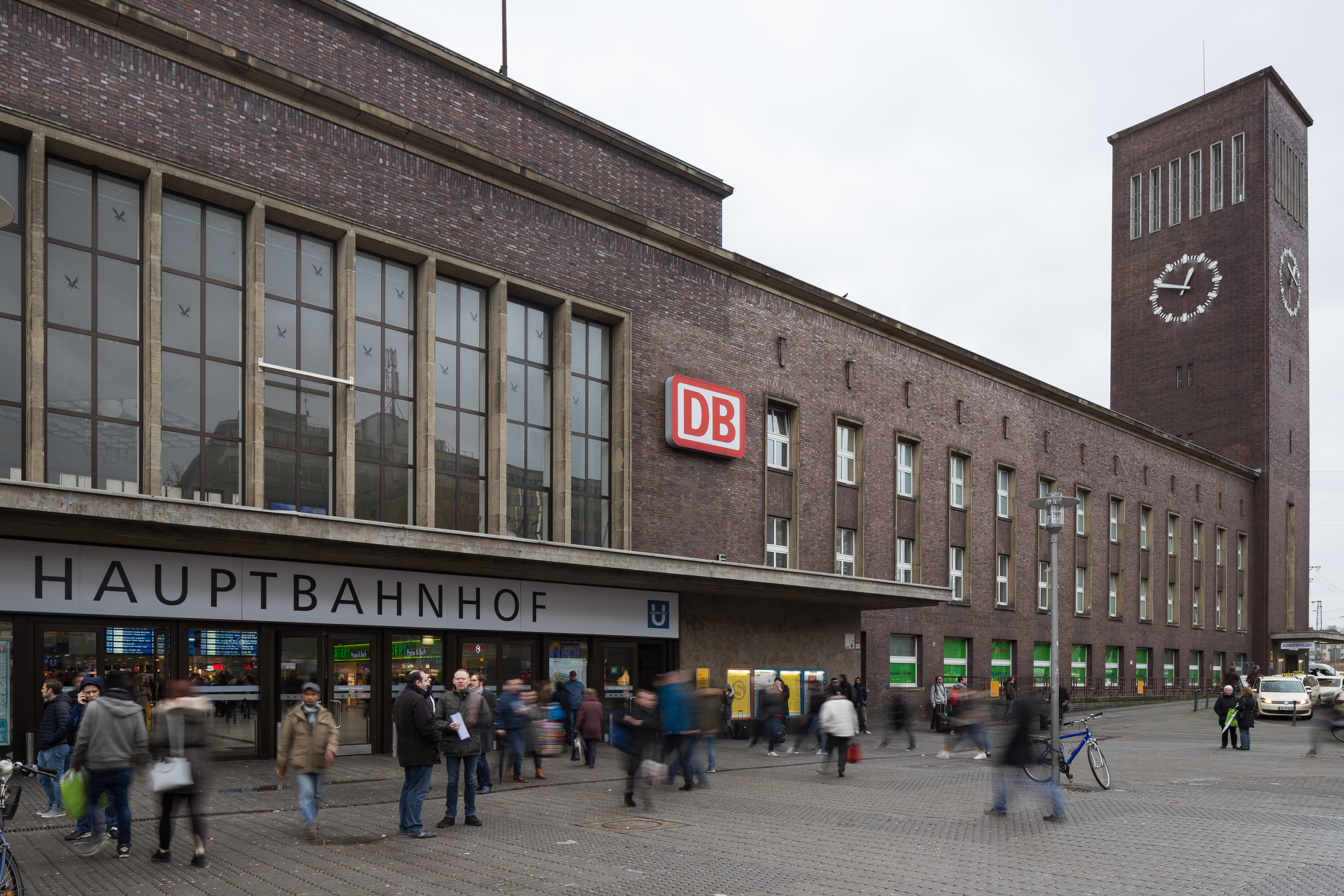
Düsseldorf Hauptbahnhof

Considerada como la ciudad germana más cosmopolita, posee la mayor comunidad de ciudadanos de Japón en Europa (más de 11 000 personas) y, por ello, es considerada «la capital nipona a orillas del Rin».[¿por quién?]
Es de destacar también la lujosa calle comercial Königsallee, donde se encuentran algunas de las tiendas más elitistas de Europa con precios prohibitivos para la mayoría de los ciudadanos. De la parte moderna de Düsseldorf destacan los edificios del arquitecto Gehry. El histórico casco antiguo está salpicado con más de 260 bares y restaurantes y el espíritu alegre que se respira en su terrazas. Los museos, teatros, salas de conciertos y galerías complementan la parte lúdica de Düsseldorf con actos artísticos y culturales.

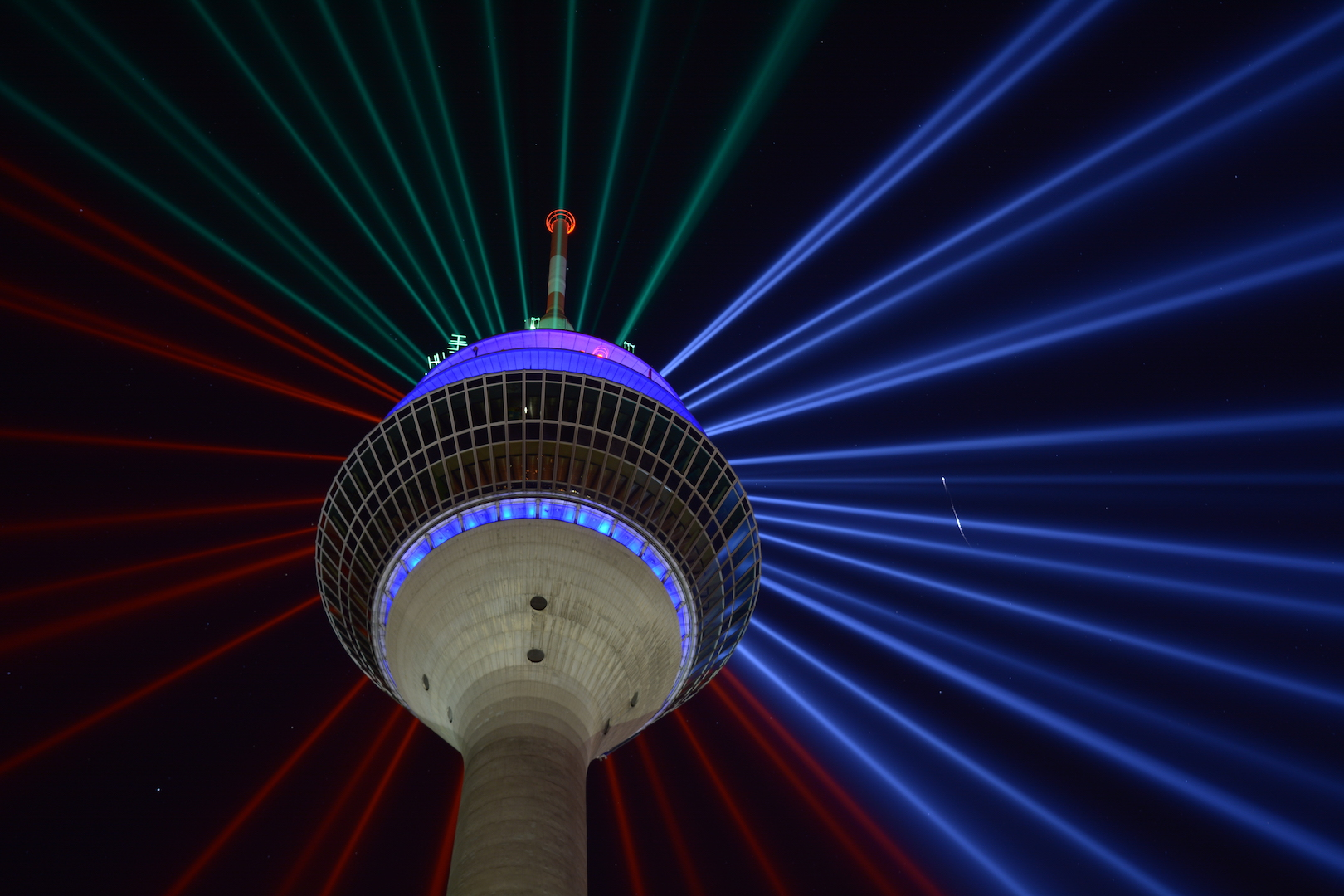
Torre Rheinturm de Düsseldorf iluminada y con una estrella fugaz.

Es fácil hacer turismo en esta ciudad gracias a la oficina de turismo de Dusseldorf, la cual ofrece una tarjeta económica para tres días que incluye hotel y transportes internos.

Son famosos sus carnavales y, debido a esta fiesta, la ciudad está hermanada con el Puerto de la Cruz, intercambiándose cada ciudad una delegación para participar en sus Carnavales desde 1972.

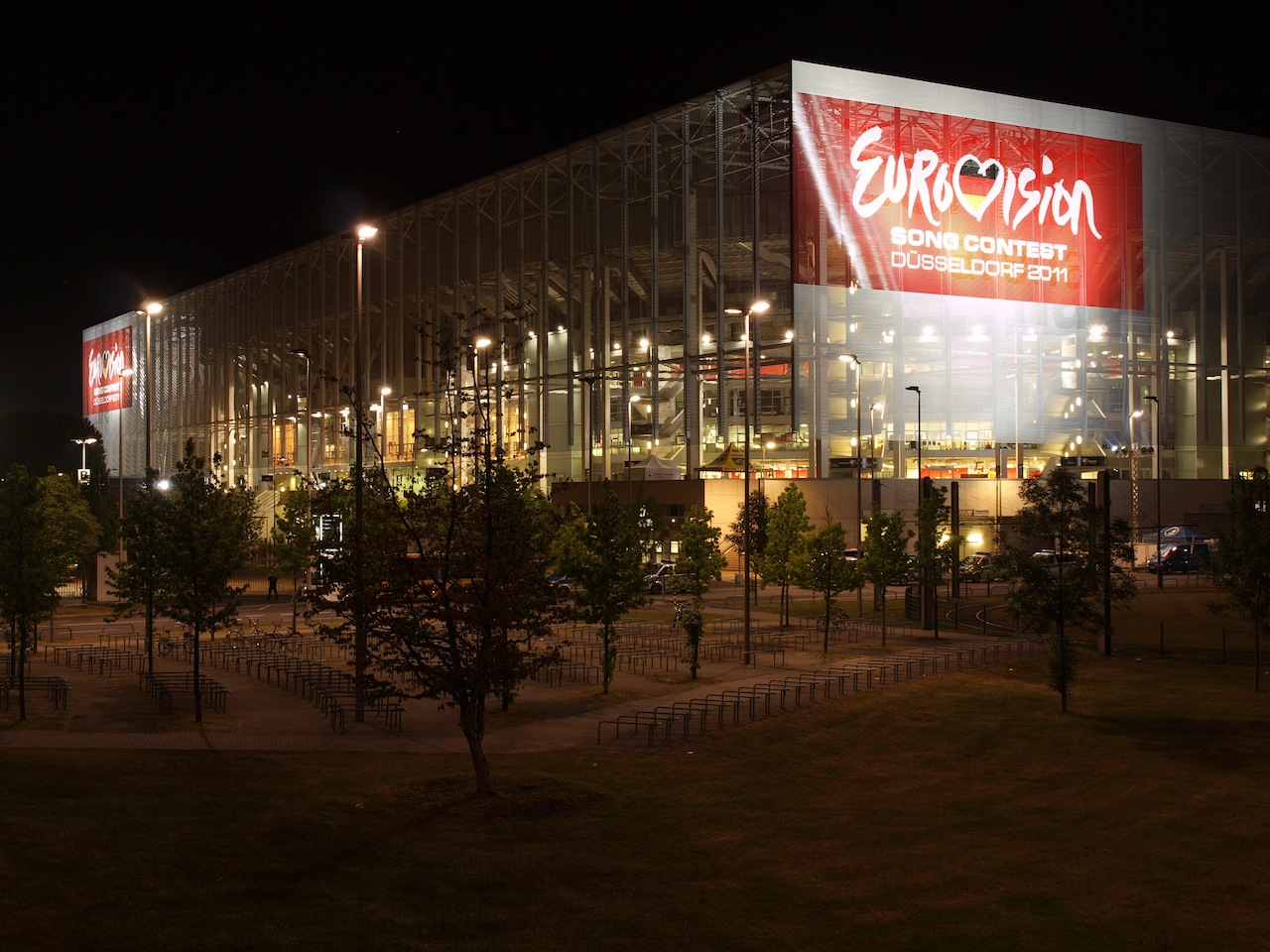
Arena Eurovision.

También es muy conocida su cerveza de fermentación alta denominada «Altbier» (cerveza vieja). Hay cinco cervecerías en Düsseldorf que elaboran Altbier en las instalaciones: Füchschen, Schumacher, Schlüssel, Uerige y Brauerei Kürzer. Cuatro de las cinco están en el centro histórico de Düsseldorf (Altstadt); la otra (Schumacher), situada entre el centro histórico y la estación central de tren de Düsseldorf (Hauptbahnhof), también mantiene un establecimiento en el centro histórico, llamado "Im Goldenen Kessel", que está cruzando la calle desde Schlüssel.
Cada una de estas cervecerías (excepto Brauerei Kürzer) produce una versión "Sticke" especial, secreta y estacional en pequeñas cantidades. Por ejemplo, la cerveza estacional de Füchschen es conocida como Weihnachtsbier (cerveza de Navidad), disponible en botellas a partir de mediados de noviembre, y servida en la cervecería en la víspera de Navidad.

En Düsseldorf se llevó a cabo la celebración del LVI Festival de la Canción de Eurovisión en el año 2011.

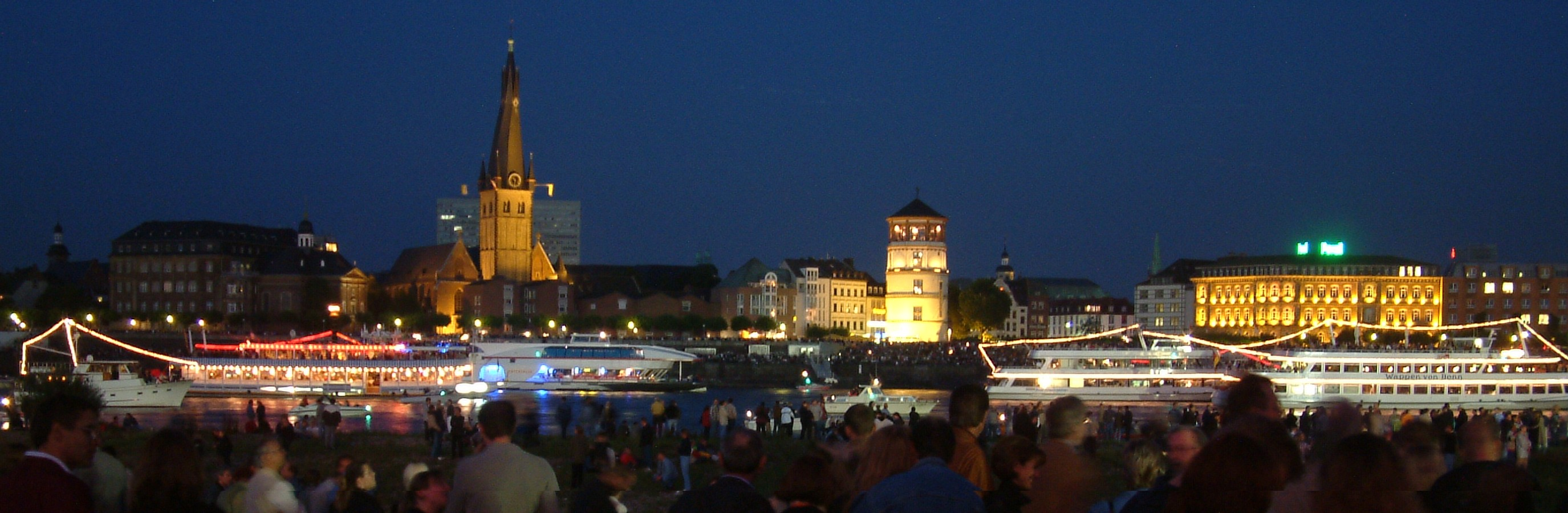
Düsseldorf

## Educación
|  | Universidad                            | Fundación | Acrónimo | Tipo                |
|  | -------------------------------------- | --------- | -------- | ------------------- |
|  | Universidad de Düsseldorf              | 1966      | HHU      | Universidad pública |
|  | Academia de Bellas Artes de Düsseldorf | 1762      | KAD      | Universidad pública |